# Jeannie C. Riley

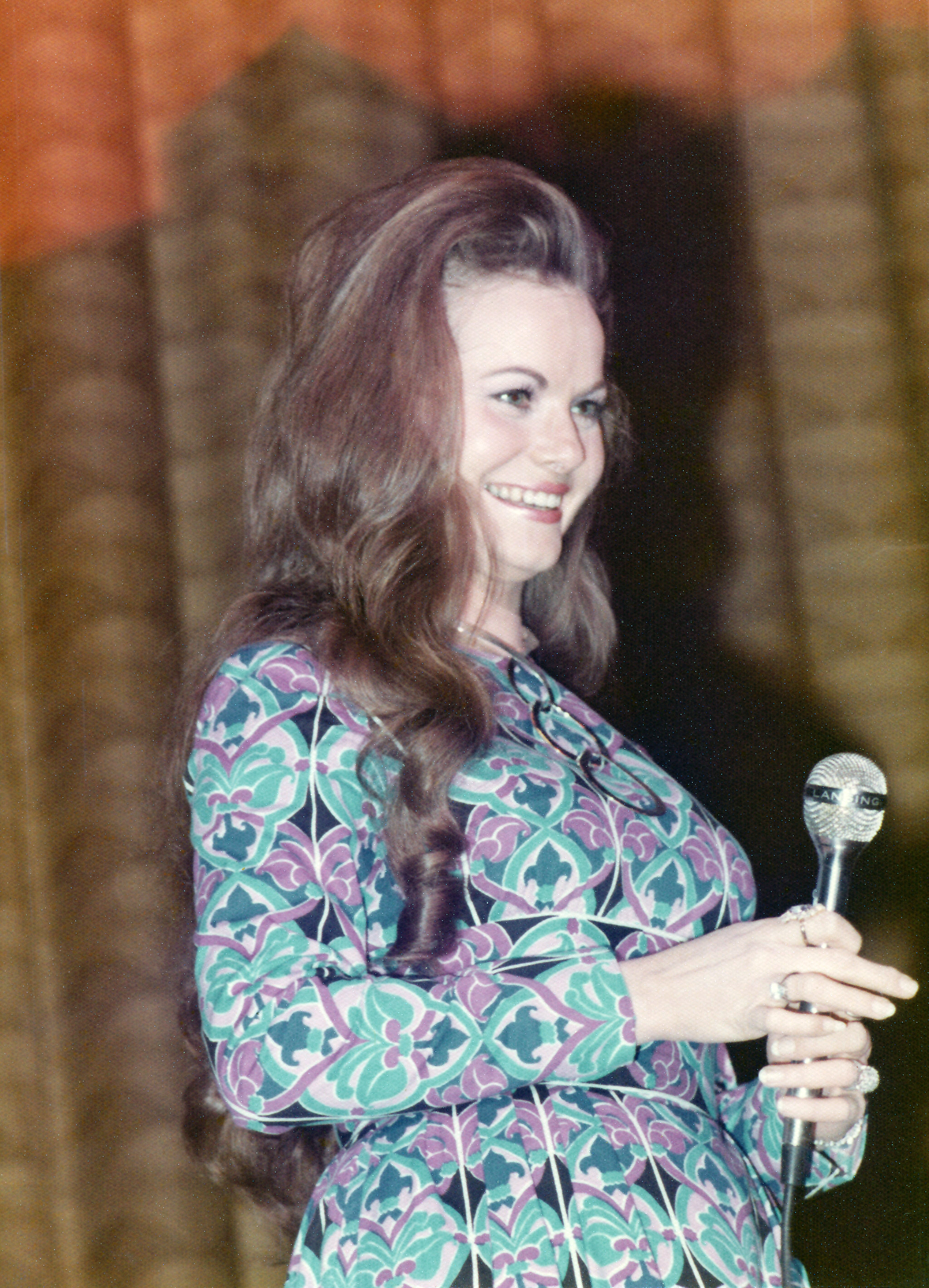
Jeannie C. Riley (1973)

Jeannie C. Riley (* 19. Oktober 1945 als Jeanne Carolyn Stephenson in Stamford, Texas) ist eine US-amerikanische Country-Sängerin. Ihr größter Erfolg war der Song Harper Valley P.T.A. aus dem Jahr 1968, der Platz eins der US-Pop- und Country-Charts erreichte und ihr eine Grammy-Auszeichnung einbrachte.

## Biografie

### Anfänge
Aufgewachsen ist Riley in Anson. Nach dem Schulabschluss zog sie 1964 gemeinsam mit ihrem frisch angetrauten Ehemann Mickey Riley nach Nashville, um dort als Sängerin Karriere zu machen. Zunächst arbeitete sie als Sekretärin in einem Musikverlag. Sie hatte bald Gelegenheit, einige Demos zu produzieren und eine erste Single aufzunehmen.

### Harper Valley P.T.A.

Jeannie C. Riley – Harper Valley P.T.A.

1968 nahm der bekannte Produzent Shelby Singleton für sein neu gegründetes Plantation-Label mit ihr Harper Valley P.T.A. auf. Der Song wurde von Tom T. Hall geschrieben und befasste sich mit dem heuchlerischen Treiben in einer Kleinstadt. Die Single verkaufte sich sechs Millionen Mal. Riley war die erste Frau, die mit demselben Lied sowohl die Single-Hitparade der Country-Musik als auch der Popmusik anführte. Riley wurde 1969 für den Song mit dem Grammy ausgezeichnet. Außerdem erhielt sie den CMA Award für die Single des Jahres. Ein im Anschluss produziertes Album gleichen Namens wurde ebenfalls vergoldet und erreichte Platz eins der Country-Charts und Platz zwölf der LP-Charts. Alle Songs haben Personen zum Thema, die im Titelsong erwähnt werden.

### Spätere Karriere
Im August 1968 wechselte Jeannie C. Riley zu den Singleton Sound Studios (SSS) in Nashville, einer von Singleton gegründeten Produktions- und Plattenfirma, zu der Plantation Records gehörte. Bis 1971 blieb sie bei Plantation Records, wo sie mit Country Girl, Oh, Singer und Good Enough to Be Your Wife einige kleinere Hits hatte.
1970 ließ sie sich von ihrem Mann scheiden, heiratete ihn aber einige Jahre später erneut. Mitte der siebziger Jahre wechselte sie ihren Stil und begann, christliche Lieder und Gospels zu singen. 1977 erschien ihre Autobiographie From Harper Valley to the Mountain Top. Eine deutsche Übersetzung erschien 1982 unter dem Titel Christsein hat seinen Preis.

## Diskografie

### Alben
| Jahr | Titel                            | Höchstplatzierung, Gesamtwochen, AuszeichnungChartplatzierungen (Jahr, Titel, Platzierungen, Wochen, Auszeichnungen, Anmerkungen) | Höchstplatzierung, Gesamtwochen, AuszeichnungChartplatzierungen (Jahr, Titel, Platzierungen, Wochen, Auszeichnungen, Anmerkungen) | Anmerkungen |
| Jahr | Titel                            | US | Country | Anmerkungen |
| ---- | -------------------------------- | --- | --- | ----------- |
| 1968 | Harper Valley P.T.A.             | US12 Gold · (27 Wo.)US | Country1 (30 Wo.)Country |             |
| 1968 | Yearbooks and Yesterdays         | US187 (5 Wo.)US | Country9 (19 Wo.)Country |             |
| 1969 | Things Go Better With Love       | US142 (7 Wo.)US | Country14 (17 Wo.)Country |             |
| 1970 | Country Girl                     | — | Country25 (15 Wo.)Country |             |
| 1970 | The Generation Gap               | — | Country34 (5 Wo.)Country |             |
| 1971 | Jeannie C. Riley’s Greatest Hits | — | Country22 (15 Wo.)Country |             |
| 1971 | Jeannie                          | — | Country34 (6 Wo.)Country |             |
| 1973 | Down To Earth                    | — | Country43 (3 Wo.)Country |             |
| 1973 | When Love Has Gone Away          | — | Country40 (3 Wo.)Country |             |

Weitere Alben
- 1968 – Sock and Soul
- 1971 – The Girl Most Likely
- 1972 – Give Myself a Party
- 1979 – Wings to Fly
- 1981 – From Harper Valley to the Mountain Top
- 1991 – Here’s Jeannie C.
- 1995 – Praise Him

### Singles
| Jahr | Titel Album                                        | Höchstplatzierung, Gesamtwochen, AuszeichnungChartplatzierungen (Jahr, Titel, Album, Platzierungen, Wochen, Auszeichnungen, Anmerkungen) | Höchstplatzierung, Gesamtwochen, AuszeichnungChartplatzierungen (Jahr, Titel, Album, Platzierungen, Wochen, Auszeichnungen, Anmerkungen) | Höchstplatzierung, Gesamtwochen, AuszeichnungChartplatzierungen (Jahr, Titel, Album, Platzierungen, Wochen, Auszeichnungen, Anmerkungen) | Höchstplatzierung, Gesamtwochen, AuszeichnungChartplatzierungen (Jahr, Titel, Album, Platzierungen, Wochen, Auszeichnungen, Anmerkungen) | Höchstplatzierung, Gesamtwochen, AuszeichnungChartplatzierungen (Jahr, Titel, Album, Platzierungen, Wochen, Auszeichnungen, Anmerkungen) | Anmerkungen |
| Jahr | Titel Album                                        | DE | AT | UK | US | Country | Anmerkungen |
| ---- | -------------------------------------------------- | --- | --- | --- | --- | --- | ----------- |
| 1968 | Harper Valley P.T.A.                               | DE30 (6 Wo.)DE | AT12 (8 Wo.)AT | UK12 (15 Wo.)UK | US1 Gold · (13 Wo.)US | Country1 (14 Wo.)Country |             |
| 1968 | The Girl Most Likely Yearbooks and Yesterdays      | — | — | — | US55 (6 Wo.)US | Country6 (15 Wo.)Country |             |
| 1969 | The Price I Pay To Stay Sock Soul                  | — | — | — | — | Country35 (9 Wo.)Country |             |
| 1969 | There Never Was a Time Things Go Better With Love  | — | — | — | US77 (4 Wo.)US | Country5 (13 Wo.)Country |             |
| 1969 | The Rib Things Go Better With Love                 | — | — | — | — | Country32 (9 Wo.)Country |             |
| 1969 | The Back Side of Dallas Things Go Better With Love | — | — | — | — | Country33 (8 Wo.)Country |             |
| 1969 | Things Go Better With Love                         | — | — | — | — | Country38 (5 Wo.)Country |             |
| 1970 | Country Girl                                       | — | — | — | — | Country7 (12 Wo.)Country |             |
| 1970 | Duty Not Desire The Generation Gap                 | — | — | — | — | Country21 (11 Wo.)Country |             |
| 1970 | My Man/The Generation Gap The Generation Gap       | — | — | — | — | Country60 (3 Wo.)Country |             |
| 1971 | Oh, Singer Jeannie                                 | — | — | — | US74 (6 Wo.)US | Country4 (15 Wo.)Country |             |
| 1971 | Good Enough To Be Your Wife Jeannie                | — | — | — | US97 (4 Wo.)US | Country7 (15 Wo.)Country |             |
| 1971 | Houston Blues Give Myself a Party                  | — | — | — | — | Country47 (8 Wo.)Country |             |
| 1971 | Roses and Thorns Jeannie                           | — | — | — | — | Country15 (13 Wo.)Country |             |
| 1972 | Give Myself a Party                                | — | — | — | — | Country12 (12 Wo.)Country |             |
| 1972 | Good Morning Country Rain Down To Earth            | — | — | — | — | Country30 (11 Wo.)Country |             |
| 1972 | One Night Down To Earth                            | — | — | — | — | Country57 (6 Wo.)Country |             |
| 1973 | When Love Has Gone Away                            | — | — | — | — | Country44 (7 Wo.)Country |             |
| 1973 | Hush Just Jeannie                                  | — | — | — | — | Country51 (7 Wo.)Country |             |
| 1973 | Another Football Year                              | — | — | — | — | Country57 (9 Wo.)Country |             |
| 1974 | Plain Vanilla                                      | — | — | — | — | Country89 (6 Wo.)Country |             |

grau schraffiert: keine Chartdaten aus diesem Jahr verfügbar